# Aéroport de Burwash
Pour les articles homonymes, voir Burwash.
L'aéroport de Burwash est un aéroport situé au Yukon, au Canada.